# Walentin Lechno
Walentin Iosifowicz Lechno, ros. Валентин Иосифович Лехно (ur. ? w Charkowie, zm. ?) – rosyjski, a następnie emigracyjny prawnik, działacz społeczny, konsultant prawny Głównego Zarządu Państwowego Komitetu Wyzwolenia Narodów Rosji pod koniec II wojny światowej
Był adwokatem w Charkowie. Pełnił też funkcję radnego do rady miasta. Podczas wojny domowej w Rosji wyjechał do Polski. Wchodził w skład Stowarzyszenia Prawników - Emigrantów w Polsce. Był sekretarzem Komisji do Spraw Szkoły Rosyjskiej w Polsce. Od 1922 r. działał w oddziale prawnym Rosyjskiego Komitetu Opiekuńczego. Następnie przeniósł się do Jugosławii, gdzie w Belgradzie prowadził praktykę adwokacką. W 1943 r. przybył do Niemiec. Jesienią 1944 r. został konsultantem prawnym Głównego Zarządu Państwowego Komitetu Wyzwolenia Narodów Rosji (KONR). Zajmował się udzielaniem pomocy prawnej „wschodnim” robotnikom przymusowym. Opracował projekt utworzenia oddziału prawnego w składzie sztabu Sił Zbrojnych KONR i podporządkowanych mu sądów polowych. Po zakończeniu wojny zamieszkał w zachodnich Niemczech.